# Erieye

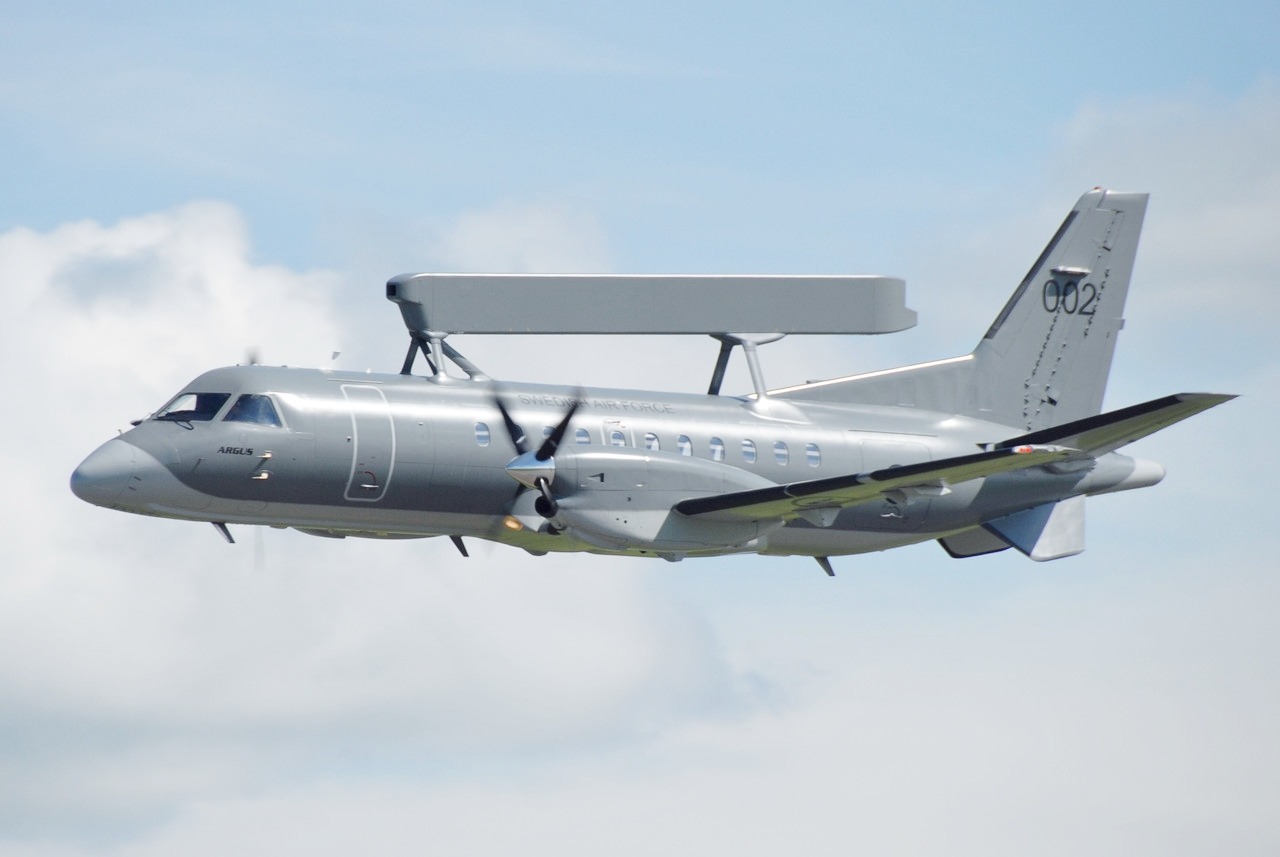
Švédský letoun S-100B Argus využívá radar Erieye a turbovrtulový letoun Saab 340

Erieye je vzdušný systém včasné výstrahy a řízení vyvinutý v 80.-90. letech 20. století švédskou společností Ericsson. Jádrem systému je radiolokátor PS890 Erieye, kategorie AESA, s pevnou anténou s bočním vyzařováním. Ten lze umístit na mnohem menší letouny, než bylo do té doby obvyklé (viz americký E-3 Sentry). Systém dosáhl nemalého prodejního úspěchu. Uživatelem systému Erieye jsou Brazílie, Mexiko, Pákistán, Řecko, Saúdská Arábie, Spojené arabské emiráty, Švédsko a Thajsko. Šlo o celkem 23 systémů umístěných na různé letecké platformy: Saab 340, Saab 2000 a Embraer ERJ 145 (R-99).
Roku 2015 Saab zsíkal první zakázku na modernizovaný systém GlobalEye kombinující upravený bizjet Bombardier Global 6000 s vylepšeným radarem Erieye ER, vyhledávacím radarem Leonardo SeaSpray 7500E a průzkumný a zaměřovací systém Star Safire 380HD. Tři systémy GlobalEye objednaly Spojené arabské emiráty.

## Vývoj

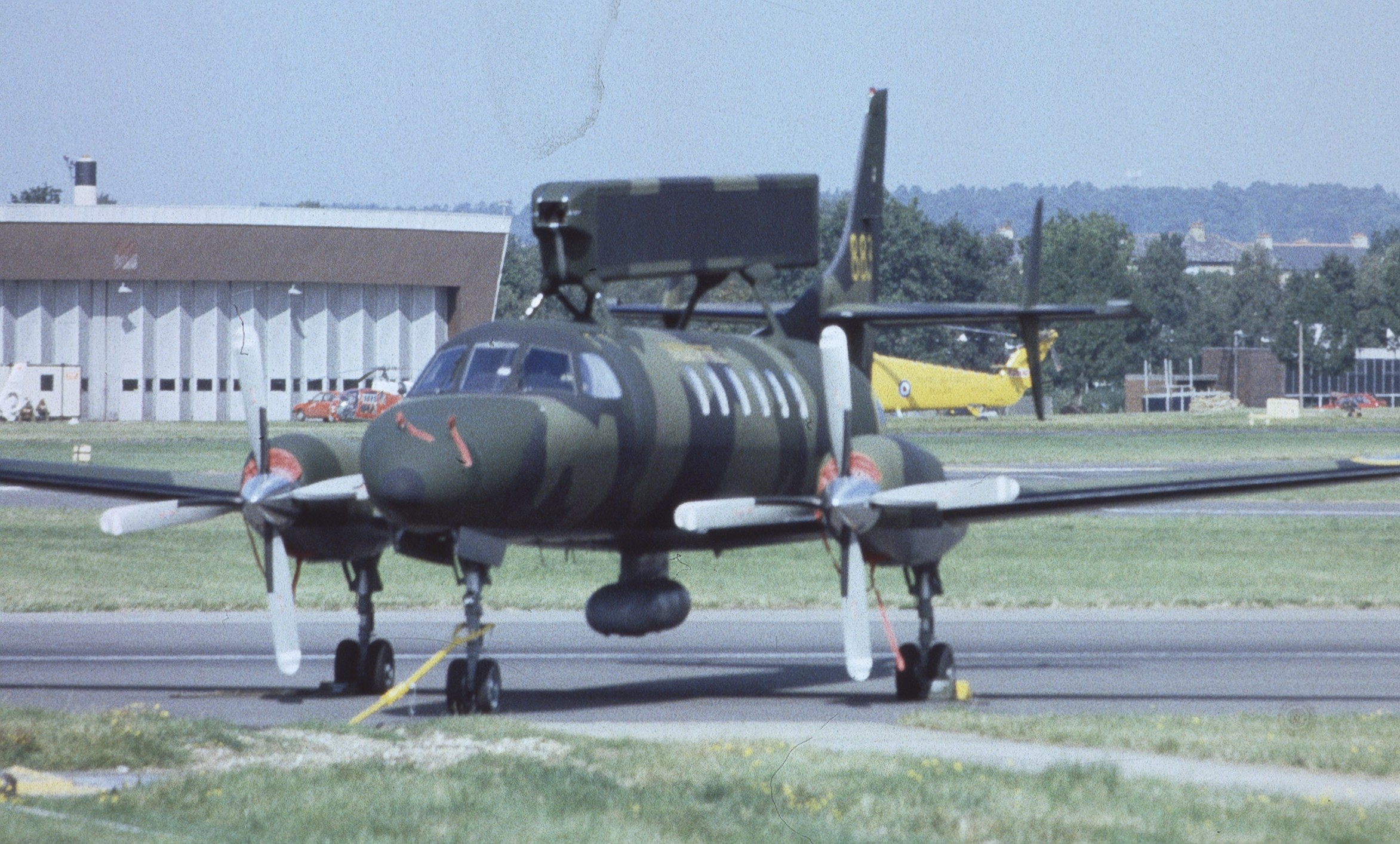
Tp88 Metro III se zkušebním radarem Erieye roku 1988

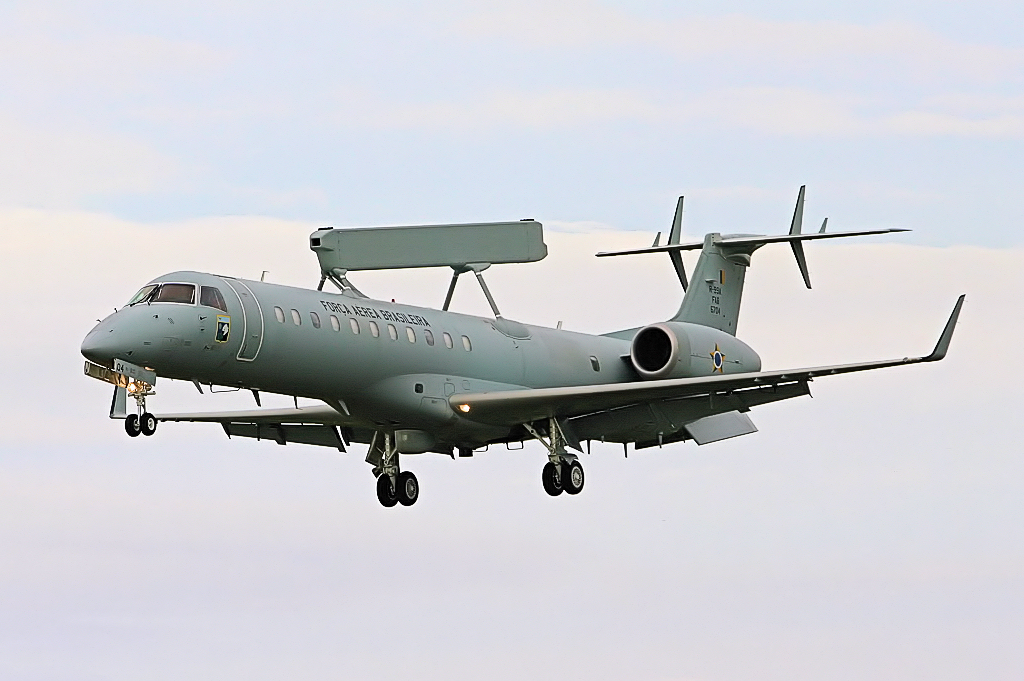
EMBRAER R-99 brazilského letectva

Vývoj systému Erieye byl zahájen roku 1985. Cílem bylo získat systém včasné výstrahy a řízení pro sledování členitého švédského terénu a pobřeží, který by bylo možné instalovat na letouny menších kategorií. Systém se ve své době vyznačoval několika unikátními řešeními. Například na horní straně letounu pevně uchycený radar PS890 s bočním vyřazováním měl koncepci AESA s aktivním elektronickým vychylováním paprsku. Na palubě zároveň nebyli operátoři, neboť byla data přeposílána na zem pomocí výkonného datalinku. Systém byl nejprve testován na letounu Fairchild Swearingen Tp 88 Metro. První zkušební let letounu Saab 340 se systémem Erieye proběhl 1. července 1994. Následně byl systém integrován také do letounů Embraer ERJ 145 a Saab 2000.
Roku 2015 Saab získal zakázku od SAE na vývoj vylepšeného systému Swing Role Surveillance System (SRSS), označovaného společností Saab jako GlobalEye. Systém je umístěn na velký bizjet Bombardier Global 6000. Základní konfigurace je vybavena vylepšeným radarem Erieye ER (Extended Range) s dosahem až 650 km, sloužícím například pro vyhledávání vzdušných a hladinových cílů, nebo střel s plochou dráhou letu. Na palubě může být až sedm pracovišť operátorů s 30palcovými displeji a malým odpočinkovým salónkem. Do letounu lze integrovat další senzory, které výrazně rozšíří jeho schopnosti. Pod trup lze umístit AESA radar Leonardo SeaSpray 7500E s dosahem 590 km. Další možností je instalace elektrooptického průzkumného a zaměřovacího systému Star Safire 380HD. Ten je vybaven denní a noční kamerou a lesovým značkovačem/ozařovačem.
Slavnostní první roll-out letounu vybaveného systémem GlobalEye proběhl 23. února 2018 v továrně Saab v Linköpingu. SAE roku 2017 objednaly tři tyto letouny.

## Uživatelé

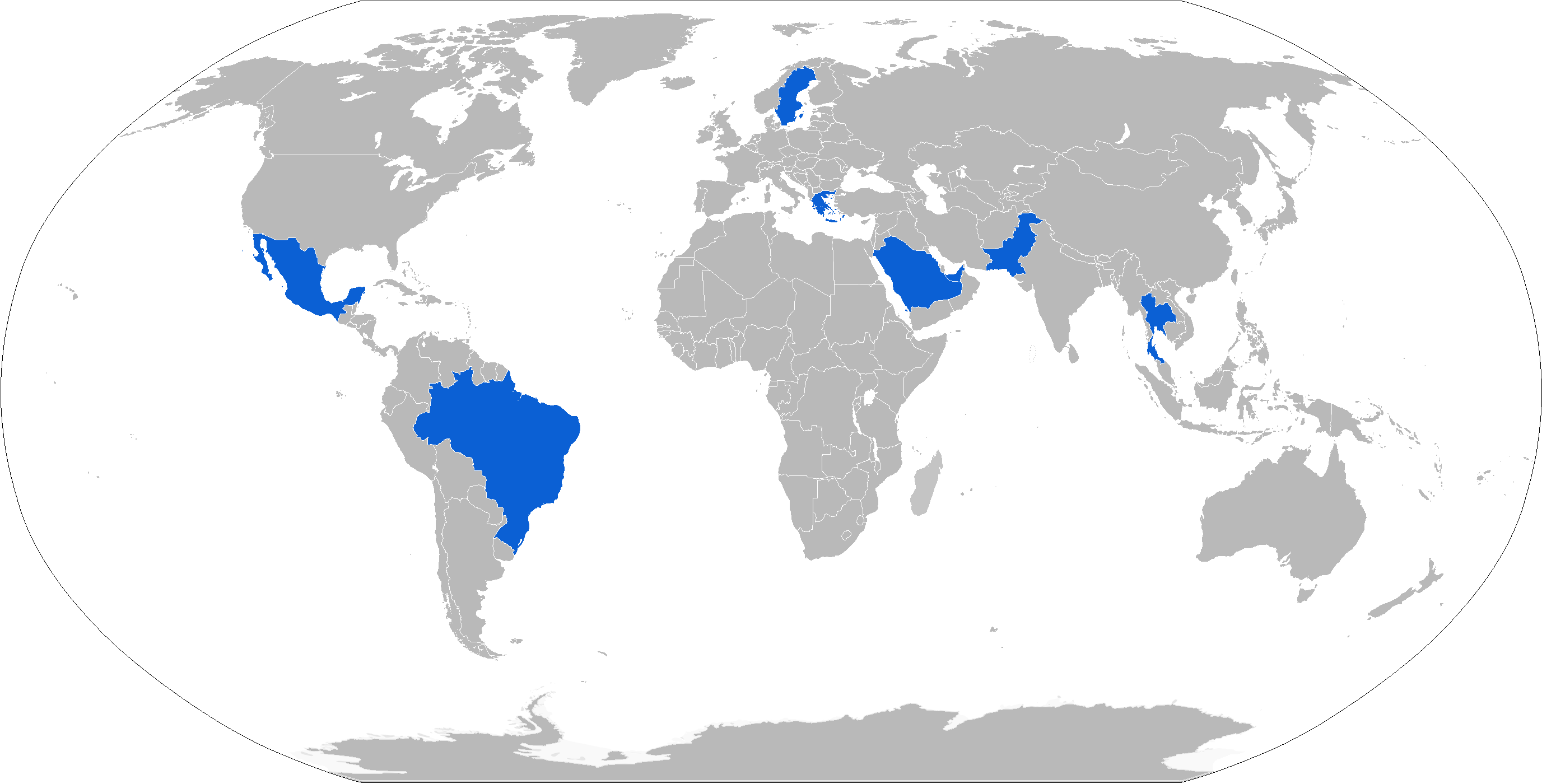
Uživatelé systému Erieye

- Brazilské letectvo – roku 1997 objednalo pět systémů, které byly integrovány do letounu Embraer ERJ 145. Na palubu bylo instalováno pět operátorských stanovišť.[1]

- Mexické letectvo – roku 1999 objednalo jeden letoun postavený na základě typu ERJ 145.[1]

- Pákistánské letectvo – v letech 2009-2011 získalo čtyři systémy integrované do letounu Saab 2000. Jsou vybaveny pěticí operátorských stanic.[1]

- Řecké letectvo – roku 1999 objednalo čtyři letouny postavené na základě typu ERJ 145. Dodány byly roku 2004.[1][2]

- Saúdské královské letectvo – roku 2014 získala jeden systém integrovaný do letounu Saab 2000. Jsou vybaveny pěticí operátorských stanic.[1]

- Letectvo Spojených arabských emirátů – dodány dva systémy instalované na letouny Saab 340 (S-100D). Jsou vybaveny dvěma operátorskými stanovišti. Roku 2017 objednány další tři systémy GlobalEye.[1]

- Švédské letectvo – získalo čtyři letouny S-100B Argus, využívající Saab 340.[1]

- Thajské královské letectvo – v letech 2011-2012 dodány dva systémy instalované na letouny Saab 340 (S-100D). Jsou vybaveny dvěma operátorskými stanovišti.[1]